# Segunda autoestrada Lisboa-Porto
A Segunda autoestrada Lisboa-Porto é a principal integrante do IC1, correndo junto ao litoral do país de sul para norte e vice-versa. Conta com 308 km e, aproxima as duas cidades, pois não serve concelhos interiores como a A1, obrigando a voltar bastante para trás. Tem várias designações sendo:
- A8 entre Lisboa e Marinha Grande (128 km)
- A17 entre Marinha Grande e Aveiro (116 km) (liga directamente à A25, servindo o interior de Portugal e, Espanha).
- A29 entre Aveiro e Vila Nova de Gaia (52 km) (liga às pontes de Arrábida e Freixo, sendo o final ainda nos Carvalhos, a 9 km a sul da Ponte do Freixo).

O primeiro troço desta autoestrada abriu em 1984, entre Lisboa e Frielas, e o último em 11 de setembro de 2009, na A29. 

Também serve bastante melhor os concelhos dormitório das duas cidades que a A1. No caso de Lisboa, a A8 (Odivelas e Loures) e no caso do Porto, a A29 (centro de Vila Nova de Gaia, Espinho e Ovar).
Ainda é uma melhor alternativa para o acesso a partir de Lisboa, aos concelhos a litoral a norte do Porto, pois é uma ligação mais directa à A28.